# どんでん返しのラストシーン/パズル
「どんでん返しのラストシーン / パズル」は、成田昭次によるソロ名義のデジタルシングル。2022年4月8日にTOKYO RECORDSよりリリースされた。彼にとって約13年ぶりのソロ新曲であり、同年6月15日に発売されたミニアルバム『犬も歩けば棒に当たる』からの先行配信曲である。

## 背景
本作は、成田昭次が2022年に本格的なソロ活動を再開する中でリリースされた初の配信シングルである。
表題曲「どんでん返しのラストシーン」は、成田がインディーズ時代に活動していたバンド「What’s」で発表した「Help Me Please」をベースに、歌詞を新たに書き下ろしてリメイクした楽曲である。原曲「Help Me Please」は、喪失感や助けを求める感情をテーマにした楽曲だったが、「どんでん返しのラストシーン」ではテンポやコード感を活かしつつ、社会や人生に対する能動的なメッセージ性を帯びたロックナンバーに再構築された。歌詞も「SOS」「沈みかけてる」といった切迫した叫びから、「僕らは笑って手を握る」「弾丸を吹き飛ばせ」といった希望と再生を示すフレーズへと刷新されている。
もう一曲の「パズル」は、寺岡呼人が作詞・作曲・編曲を手がけた。男闘呼組の復活発表と同日である2022年7月16日に、メンバー4人が出演するMVが公開され、大きな反響を呼んだ。こちらは後にRockon Social Club（以下、RSC）により再録され、2023年に同バンドの1stアルバム『1988』へ収録された。

## 収録曲
1. どんでん返しのラストシーン
作詞・作曲：成田昭次　編曲：荒木真樹彦
2. パズル
作詞・作曲・編曲：寺岡呼人

## 楽曲解説
「どんでん返しのラストシーン」は、鋭いエレクトリック・ギターが印象的なロックナンバーであり、成田が自ら作詞・作曲を手がけた。即時性の高い歌詞が特徴で、社会的・政治的な含意を感じさせる表現も登場する。特に〈とんちんかんな独裁者　誰かが変化を起こす時だというフレーズは、具体的な対象を明示せずに普遍的なメッセージを含んでおり、あらゆる時代に通用する抗議の歌としての側面も評価されている。終盤のギターソロは、まるで歴史を俯瞰するような構成となっており、楽曲に雄弁な余韻を残す。
「パズル」は、UKロックの王道を思わせるミディアムテンポの楽曲であり、寺岡呼人が作詞・作曲を担当している。成田が音楽活動再開に向けて寺岡と一緒に食事した際の会話をもとに制作されたとされており、バンドマンとしての誇りと後悔、そして再会の喜びをテーマとしている。
歌詞には、時間の経過と共に失われていた関係性や感情が「色褪せたピース」として再び嵌ることで、「俺たちだけのパズルになったんだ」という比喩が用いられており、男闘呼組の再結成や仲間との再会を重ね合わせて捉えることもできる。

## ミュージックビデオ
ミュージックビデオ（パズル〈成田昭次 Ver.〉）は、2022年7月16日に男闘呼組の再始動が発表されたタイミングで公開された。映像は、男闘呼組のメンバー4人（成田昭次、岡本健一、高橋和也、前田耕陽）が出演し、アートディレクター信藤三雄が撮影したアーティスト写真の撮影風景やリハーサルの様子が収録されている。
同MVに登場するアーティスト写真は、男闘呼組の再始動の公式ビジュアルとしても使用され、のちにRockon Social Club版「パズル」のジャケットにも転用された。